# Dème de Préveza
Le dème de Préveza, en grec moderne : Δήμος Πρέβεζας / Dímos Prévezas, est un dème du district régional du même nom, en Épire, Grèce. 
Le dème actuel résulte de la fusion, en 2010,  des dèmes de Loúros, de Préveza et de Zálongo.
Selon le recensement de 2011, la population du dème compte 31 733 habitants, tandis que celle de la ville de Préveza s'élève à 19 142 habitants.